# 罗布·麦克拉纳汉
罗布·麦克拉纳汉（英語：Rob McClanahan，1958年1月9日—），美国男子冰球运动员，场上位置是前锋。他曾代表美国国家队参加1980年冬季奥林匹克运动会冰球比赛，获得一枚金牌。